# Heidelaufkäfer
Der Heidelaufkäfer (Carabus nitens) ist ein Käfer aus der Gattung der Echten Laufkäfer (Carabus). In Deutschland steht der Heidelaufkäfer wie alle Arten der Gattung unter Naturschutz.

## Merkmale
Der Heidelaufkäfer erreicht eine Körperlänge von 13 bis 18 Millimetern und ist damit die kleinste Art der Gattung in Mitteleuropa. Sein Körper, insbesondere die Flügeldecken (Elytren) und der Halsschild, sind metallisch goldgrün mit roten Seiten. Dadurch ähnelt er dem größeren Goldlaufkäfer (Carabus auratus) und dem Goldglänzenden Laufkäfer (Carabus auronitens). Im Gegensatz zu diesen sind beim Heidelaufkäfer alle Fühlerglieder einschließlich der Basalglieder schwarz. Seltener kann er auch auf dem Halsschild oder vollständig rotgolden gefärbt sein. Die Elytren sind mit schwarzen Flügelrippen versehen.

## Verbreitung und Lebensraum
Der Käfer ist über große Gebiete Mittel-, Nord- und Osteuropas verbreitet. In Südeuropa kommt diese Art nicht vor, aus Süddeutschland gibt es nur wenige Funde. Nach Osten nimmt seine Häufigkeit etwas zu. Der Heidelaufkäfer ist vor allem in trockenen Gebieten zu finden, er wird als xerophil eingestuft. Sein Lebensraum befindet sich vor allem in Sandgebieten und als Charakterart in sandigen Calluna-Heiden, außerdem auf Sandflächen in Moorgebieten, auf Feldern und in Flusstälern, in Hoch- und Mittelgebirgen nur in Gebirgstälern bis 1.200 m Höhe.

## Lebensweise
Wie die meisten großen Laufkäfer ernährt sich der Heidelaufkäfer räuberisch, er ernährt sich vor allem von Insekten und deren Larven. Er ist tagaktiv und vor allem in den Monaten April bis Oktober anzutreffen.

## Belege
1. 1 2 3 4  K.W. Harde, F. Severa: Der Kosmos-Käferführer. Die mitteleuropäischen Käfer. Franck’sche Verlagshandlung, Stuttgart 1988; S. 100, ISBN 3-440-05862-X.
2. ↑  Merkmale nach Wachmann et al. 1995, S. 128.
3. 1 2 3  Wachmann et al. 1995, S. 128.
4. ↑  Wachmann et al. 1995, S. 17.